# Paul Ereng
Paul Ereng, född den 22 augusti 1967, är kenyansk före detta friidrottare som tävlade i medeldistanslöpning främst på 800 meter. 
Ereng blev olympisk mästare vid Olympiska sommarspelen 1988. Förutom denna merit vann han även två raka VM-guld på 800 meter vid inomhus-VM. Han var vidare i final vid VM 1991 i Tokyo där han slutade på fjärde plats. 

## Personliga rekord
- 800 meter – 1.43,16 från 1989